# Pogonia trinervia
Pogonia trinervia é uma espécie de orquídea terrestre de flores vistosas endêmica das Ilhas Molucas. Trata-se de espécie pouco conhecida sobre a qual há suspeitas de pertencer ao gênero Nervilia.